# Synthymia suffusa
Synthymia suffusa là một loài bướm đêm trong họ Noctuidae.